# Biergarten

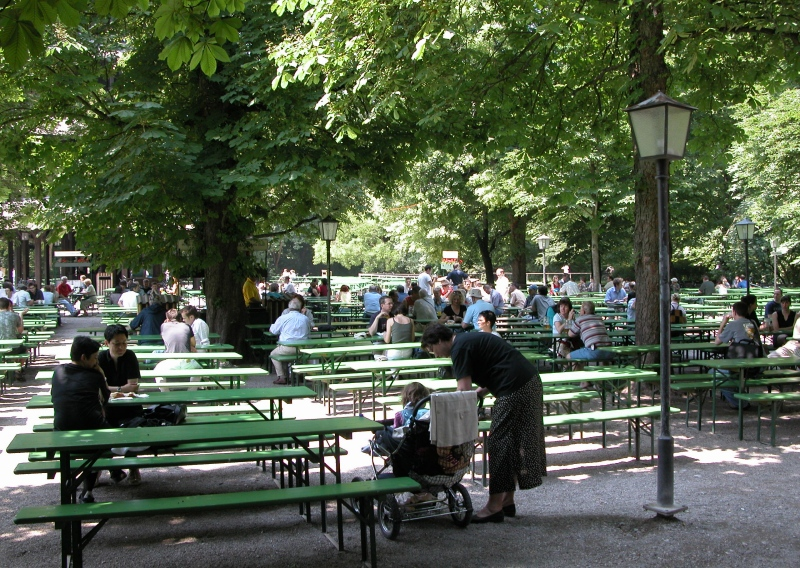
En typisk biergarten i München

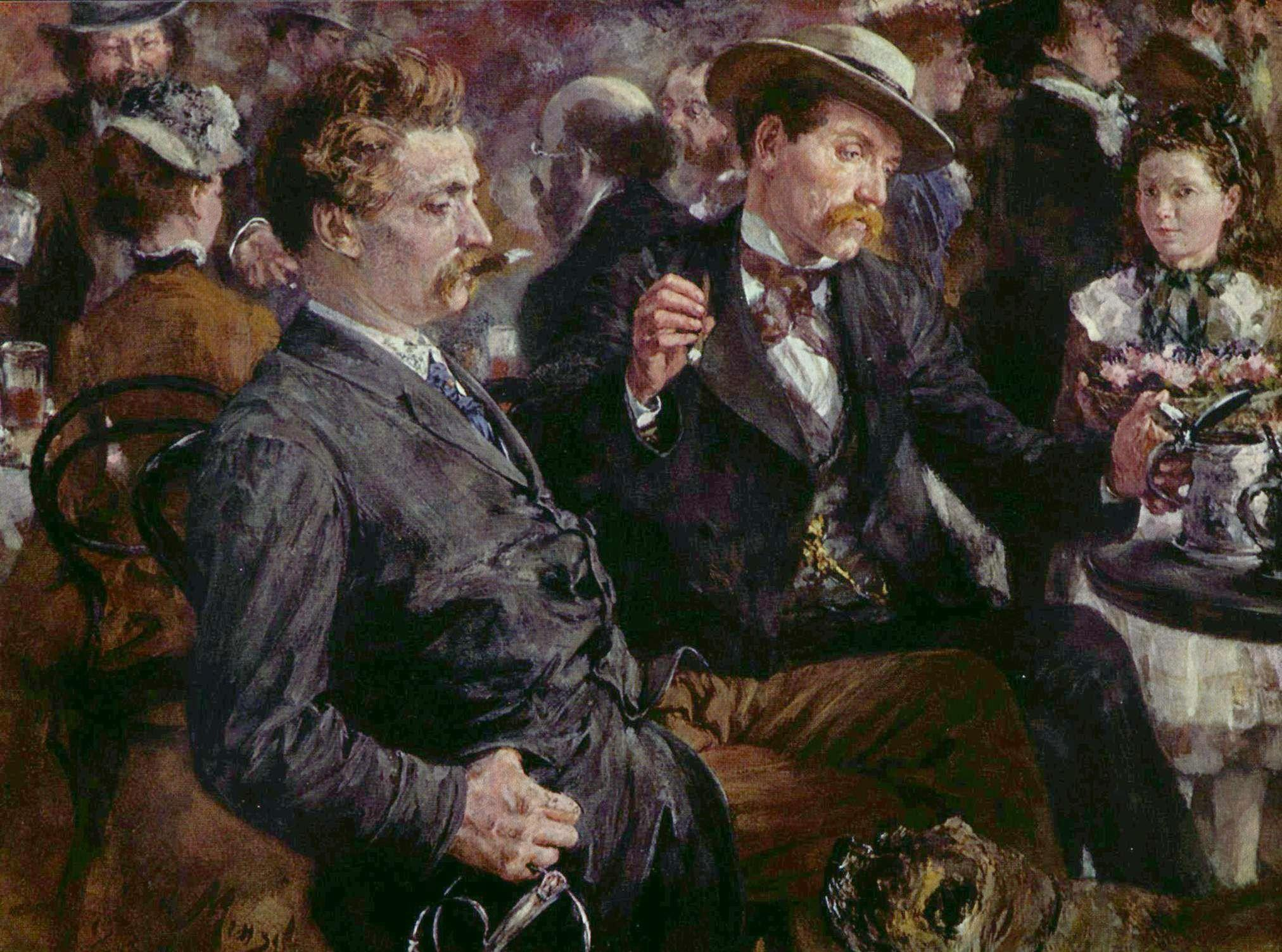
Im Biergarten, målning av Adolph Menzel

En biergarten (sv. ölträdgård) är en stor uteservering där man huvudsakligen dricker öl. Normalt avses en klassisk biergarten i Bayern, men begreppet används även generellt om uteserveringar i övriga Tyskland.
Enligt tradition ska borden skuggas av stora hästkastanjträd. Förr fyllde kastanjträden en funktion då de skuggade marken så att ölfaten hölls svala i de underjordiska valven. Borden är i regel gröna med tillhörande bänk (Bierbank), båda är hopfällbara. I Tyskland finns en särskild lag (Biergartengesetz) som säger att man får ta med egen mat till en biergarten men absolut inget att dricka (inte ens vatten). Ofta dricks ljus lager ur Masskrug eller Weissbier ur Mass eller Weissbierglas. Hirschgarten i München är världens största biergarten med över 8000 sittplatser. 